# مطار الطبقة العسكري
مطار الطبقة هي القاعدة الجوية الوحيدة في محافظة الرقة، سوريا.

## اهمية المطار
يمتاز المطار العسكري بكونه عقدة جغرافية مهمّة في محافظة الرقة، إذ يقع على تقاطع طرق رئيسية تربط الرقة بأربع محافظات، وهي: دير الزور، حلب، حماة، وحمص.

## الوصف
يبلغ محيط المطار العسكري نحو 20 كيلومترًا، ويتسع لنحو 55 طائرة حربية.

## المهام
المطار للاستخدام العسكري، وبه مدرجي هبوط، و18 حظيرة طائرات. المطار هو القاعدة الرئيسية للسرب 12 التابع لللواء 24، القوات الجوية السورية.